# September, gouden roos
Chansons représentant la Belgique au Concours Eurovision de la chanson
Mon amour pour toi
(1960) Ton nom
(1962)
September, gouden roos (« Septembre, rose dorée ») est une chanson interprétée par Bob Benny pour représenter la Belgique au Concours Eurovision de la chanson 1961 se déroulant à Cannes, en France.

## À l'Eurovision
Elle est intégralement interprétée en néerlandais, l'une des langues nationales, comme le veut la coutume avant 1966. L'orchestre est dirigé par Francis Bay.
September, gouden roos est la 11e chanson interprétée lors de la soirée, suivant Nous aurons demain de Franca di Rienzo pour la Suisse et précédant Sommer i Palma de Nora Brockstedt pour la Norvège.
À la fin du vote, September, gouden roos termine 15e et dernière, à égalité avec Sehnsucht de Jimmy Makulis qui représentait l'Autriche, sur 16 chansons, obtenant 1 point,.

## Liste des titres
| A1. | September, gouden roos | Wim Brabants                                                     | Hans Flower                |  |
| B1. | Blijf bij mij          | Ke Riema, Van Aleda (Jacques Kluger, Jean Kluger, Roland Kluger) | Willy Albimoor, Jean Rolle |  |

## Historique de sortie
| Pays     | Date | Format   | Label   |
| -------- | ---- | -------- | ------- |
| Belgique | 1961 | 45 tours | Philips |